# 35. ceremonia wręczenia Oscarów
35. ceremonia rozdania Oscarów odbyła się 8 kwietnia 1963 roku w Santa Monica Civic Auditorium w Santa Monica. Gospodarzem ceremonii wręczania statuetek był Frank Sinatra.

## Laureaci

### Najlepszy film
- Sam Spiegel – Lawrence z Arabii
- Darryl F. Zanuck – Najdłuższy dzień
- Morton DaCosta – Muzyk
- Aaron Rosenberg – Bunt na Bounty
- Alan J. Pakula – Zabić drozda

### Aktor pierwszoplanowy
- Gregory Peck – Zabić drozda
- Burt Lancaster – Ptasznik z Alcatraz
- Jack Lemmon – Dni wina i róż
- Marcello Mastroianni – Rozwód po włosku
- Peter O’Toole – Lawrence z Arabii

### Aktorka pierowszoplanowa
- Anne Bancroft – Cudotwórczyni
- Lee Remick – Dni wina i róż
- Katharine Hepburn – U kresu dnia
- Geraldine Page – Słodki ptak młodości
- Bette Davis – Co się zdarzyło Baby Jane?

### Aktor drugoplanowy
- Ed Begley – Słodki ptak młodości
- Terence Stamp – Billy Budd
- Telly Savalas – Ptasznik z Alcatraz
- Omar Sharif – Lawrence z Arabii
- Victor Buono – Co się zdarzyło Baby Jane?

### Aktorka drugoplanowa
- Patty Duke – Cudotwórczyni
- Thelma Ritter – Ptasznik z Alcatraz
- Angela Lansbury – Przeżyliśmy wojnę
- Shirley Knight – Słodki ptak młodości
- Mary Badham – Zabić drozda

### Reżyseria
- David Lean – Lawrence z Arabii
- Frank Perry – Dawid i Liza
- Pietro Germi – Rozwód po włosku
- Arthur Penn – Cudotwórczyni
- Robert Mulligan – Zabić drozda

### Scenariusz oryginalny
- Ennio De Concini, Alfredo Giannetti, Pietro Germi – Rozwód po włosku
- Alain Robbe-Grillet – Zeszłego roku w Marienbadzie
- Charles Kaufman, Wolfgang Reinhardt – Doktor Freud
- Ingmar Bergman – Jak w zwierciadle
- Stanley Shapiro, Nate Monaster – Powiew luksusu

### Scenariusz adaptowany
- Horton Foote – Zabić drozda
- Eleanor Perry – Dawid i Liza
- Robert Bolt, Michael Wilson – Lawrence z Arabii
- Vladimir Nabokov – Lolita
- William Gibson – Cudotwórczyni

### Zdjęcia (film czarno-biały)
- Jean Bourgoin, Walter Wottitz – Najdłuższy dzień
- Burnett Guffey – Ptasznik z Alcatraz
- Russell Harlan – Zabić drozda
- Ted D. McCord – Dwoje na huśtawce
- Ernest Haller – Co się zdarzyło Baby Jane?

### Zdjęcia (film kolorowy)
- Freddie Young – Lawrence z Arabii
- Harry Stradling Sr. – Cyganka
- Russell Harlan – Hatari!
- Robert Surtees – Bunt na Bounty
- Paul Vogel – Wspaniały świat braci Grimm

### Scenografia i dekoracje wnętrz (film czarno-biały)
- Alexander Golitzen, Henry Bumstead, Oliver Emert – Zabić drozda
- Joseph C. Wright, George James Hopkins – Dni wina i róż
- Ted Haworth, Léon Barsacq, Vincent Korda, Gabriel Béchir – Najdłuższy dzień
- George W. Davis, Edward C. Carfagno, Henry Grace, Richard Pefferle – Okres przygotowawczy
- Hal Pereira, Roland Anderson, Sam Comer, Frank R. McKelvy – Gołąb, który ocalił Rzym

### Scenografia i dekoracje wnętrz (film kolorowy)
- John Box, John Stoll, Dario Simoni – Lawrence z Arabii
- Paul Groesse, George James Hopkins – Muzyk
- George W. Davis, J. McMillan Johnson, Henry Grace, Hugh Hunt – Bunt na Bounty
- Alexander Golitzen, Robert Clatworthy, George Milo – Powiew luksusu
- George W. Davis, Edward C. Carfagno, Henry Grace, Richard Pefferle – Wspaniały świat braci Grimm

### Kostiumy (film czarno-biały)
- Norma Koch – Co się zdarzyło Baby Jane?
- Donfeld – Dni wina i róż
- Edith Head – Człowiek, który zabił Liberty Valance’a
- Ruth Morley – Cudotwórczyni
- Theoni V. Aldredge – Fedra

### Kostiumy (film kolorowy)
- Mary Wills – Wspaniały świat braci Grimm
- Bill Thomas – Bon Voyage!
- Orry-Kelly – Cyganka
- Dorothy Jeakins – Muzyk
- Edith Head – Gejsza

### Dźwięk
- John Cox (Shepperton SSD) – Lawrence z Arabii
- Robert O. Cook (Walt Disney SSD) – Bon Voyage!
- George Groves (Warner Bros. SSD) – Muzyk
- Waldon O. Watson (Universal City SSD) – Powiew luksusu
- Joseph D. Kelly (Seven Arts-Warner Bros. Glen Glenn Sound Department) – Co się zdarzyło Baby Jane?

### Montaż
- Anne V. Coates – Lawrence z Arabii
- Samuel E. Beetley – Najdłuższy dzień
- Ferris Webster – Przeżyliśmy wojnę
- William H. Ziegler – Muzyk
- John McSweeney Jr. – Bunt na Bounty

### Efekty Specjalne
- Robert MacDonald (wizualne), Jacques Maumont (dźwiękowe) – Najdłuższy dzień
- A. Arnold Gillespie (wizualne), Milo B. Lory (dźwiękowe) – Bunt na Bounty

### Piosenka filmowa
- „Days of Wine And Roses” – Dni wina i róż – muzyka: Henry Mancini; słowa: Johnny Mercer
- „Follow Me” – Bunt na Bounty – muzyka: Bronisław Kaper; słowa: Paul Francis Webster
- „Tender Is the Night” – Czuła jest noc – muzyka: Sammy Fain; słowa: Paul Francis Webster
- „Second Chance” – Dwoje na huśtawce – muzyka: André Previn; słowa: Dory Previn
- „Walk on the Wild Side” – Walk on the Wild Side – muzyka: Elmer Bernstein; słowa: Mack Davis

### Muzyka filmowa głównie oryginalna
- Maurice Jarre – Lawrence z Arabii
- Jerry Goldsmith – Doktor Freud
- Bronisław Kaper – Bunt na Bounty
- Franz Waxman – Taras Bulba
- Elmer Bernstein – Zabić drozda

### Muzyka adaptowana
- Ray Heindorf – Muzyk
- George E. Stoll – Bajeczny cyrk Billy Rose
- Michel Magne – Gigot
- Frank Perkins – Cyganka
- Leigh Harline – Wspaniały świat braci Grimm

### Krótkometrażowy film animowany
- John Hubley i Faith Hubley – The Hole

### Krótkometrażowy film aktorski
- Pierre Étaix i Jean-Claude Carrière – Heureux anniversaire

### Pełnometrażowy film dokumentalny
- Louis Clyde Stoumen – Black Fox

### Krótkometrażowy film dokumentalny
- Jack Howells – Dylan Thomas

### Najlepszy film nieanglojęzyczny
- Francja – Niedziele w Avray, reż. Serge Bourguignon
- Grecja – Elektra, reż. Michael Cacoyannis
- Brazylia – Ślubowanie, reż. Anselmo Duarte
- Włochy – Cztery dni Neapolu, reż. Nanni Loy
- Meksyk – Perły świętej Łucji, reż. Luis Alcoriza